# Chlorocnemis elongata
Chlorocnemis elongata är en trollsländeart som beskrevs av Hagen in Selys 1863. Chlorocnemis elongata ingår i släktet Chlorocnemis och familjen Protoneuridae. IUCN kategoriserar arten globalt som livskraftig. Inga underarter finns listade i Catalogue of Life.